# Radiazioni BX: distruzione uomo
Radiazioni BX: distruzione uomo (The Incredible Shrinking Man) è un film del 1957 diretto da Jack Arnold e scritto da Richard Matheson.
È considerato una delle più celebri pellicole del cinema di fantascienza anni cinquanta. È tratto dal romanzo di Richard Matheson Tre millimetri al giorno (1956); lo stesso autore si occupò della sceneggiatura.
Nel 2009 è stato scelto per essere conservato nel National Film Registry della Biblioteca del Congresso degli Stati Uniti.

## Trama
Scott Carrey, durante una gita in motoscafo viene investito accidentalmente da una nube radioattiva. Pochi mesi più tardi Scott Carrey si accorge di essere calato di peso e successivamente, attraverso controlli medici, si accorge anche di diminuire di statura: tutto il suo corpo pian piano si restringe. Nonostante controlli e trattamenti il fenomeno a cui Scott è sottoposto non accenna ad interrompersi. Scott perde il lavoro, il denaro inizia a scarseggiare e l'uomo, oltre a dover affrontare la malattia si trova a sopportare il senso di inadeguatezza di fronte ad un mondo che diventa per lui sempre più grande; a cominciare con i rapporti con la moglie. In seguito riesce a trovare una breve consolazione scambiando confidenze con una donna nana, ma l'avanzamento della patologia mina anche questo rapporto. Con il progredire della malattia Scott arriva al livello d'altezza di una bambola ed è costretto a vivere proprio in una casa di bambole, accudito amorevolmente e pazientemente dalla moglie, la quale sopporta impotente l'avanzamento inesorabile dello status del marito.
Un giorno, la moglie uscendo di casa lascia inavvertitamente entrare il gatto domestico. Da questo momento per Scott inizia la vera e propria lotta con una nuova "dimensione" delle cose, fatta di bestie feroci e mostri giganteschi. Infatti il gatto entrato in casa, avendo l'intenzione di mangiarlo, cerca di stanare Scott dalla casa di bambole per poi inseguirlo fino alla porta della cantina. In quel momento entra la moglie facendo scappare il gatto, che provoca però anche il precipitare di Scott nella cantina. La moglie dell'uomo, vedendo il gatto aggirarsi per casa e non trovando più suo marito, ipotizza che il gatto l'abbia ucciso. Intanto Scott si trova in cantina tramortito dalla caduta. La moglie credendo morto suo marito abbandona la casa lasciando Scott solo, in balia di un nuovo mondo pieno di insidie. Scott, solo nella sua cantina, si ingegna costruendo il necessario per sopravvivere e intanto spera in un ritorno della moglie. Cerca di trovare dei vestiti e di procurarsi delle armi, utilizzando degli spilli da cucito. Riesce a trovare un pezzo di torta ammuffito che gli garantisce sostentamento. Ben presto si accorge che la torta è presidiata da un ragno, che ai suoi occhi non è più un semplice ragno, ma una creatura mostruosa e orribile che minaccia la sua esistenza.
Scott Carrey tra varie peripezie affronta il "mostro" uscendone vincitore; guadagnandosi così un altro giorno di sopravvivenza. Ma la lotta con il ragno lo strema e cade in un sonno profondo. Al suo risveglio si trova ancora più rimpicciolito, abbastanza piccolo da riuscire a uscire dai buchi della grata che ostruisce il passaggio dalla cantina all'esterno. Dentro di sé Scott sapeva che il processo di rimpicciolimento era inevitabile. Si sarebbe rimpicciolito a tal punto da perdersi nell'infinitamente piccolo. Ma in quel momento si accorge di poter fare l'esperienza più grande che l'uomo abbia mai sperimentato: l'esperienza dell'infinito. Capisce che per quanto piccolo potesse diventare non sarebbe mai scomparso, in un perpetrarsi infinito di dimensioni sempre più piccole, ma proprio per questo sempre più vaste. Comprende che non si deve sentire inadeguato in un mondo più grande di lui, poiché il mondo stesso è inserito in una vastità infinita. Ed è sempre stato così, solo che prima non se ne era mai accorto. Collocandosi nell'infinito Scott riesce a dare un senso alla propria esistenza che per quanto piccola ha un significato ("più piccolo del più piccolo avevo un significato anch'io"), altrimenti non sarebbe stata ("io esisto ancora"). Scomparsa la paura, forte della consapevolezza acquisita, Scott è pronto per affrontare le sfide che il domani gli porrà davanti.

### Monologo finale
Avvertivo di nuovo il senso dell’istinto, di ogni movimento, il pensiero si intonava con la forza dell’azione.... 
Ma sarei ancora rimpicciolito, fino diventare cosa? Un infinitesimale? Cosa ero io? Ancora un essere umano? O forse ero l’uomo del futuro? Se ci fossero state altre irradiazioni, altre nuvole attraverso mari, continenti, mi avrebbero seguito altri nel mio nuovo mondo?
Sono così vicini l’infinitesimale e l’infinito. Ma ad un tratto capii che erano due termini di un medesimo concetto. Lo spazio più piccolo e lo spazio più vasto erano nella mia mente i punti di unione di un gigantesco cerchio.
Guardai in alto come per cercare di aggrapparmi al cielo: l’Universo, mondi da non finir mai, l’arazzo argenteo di Dio sul cielo notturno. E in quel momento trovai la soluzione all'enigma dell’infinito: avevo sempre pensato nei limiti della mente umana, avevo ragionato sulla natura; l’esistenza ha principio e fine nel pensiero umano, non nella natura.
Sciogliersi, diventare il nulla, le mie paure svanivano, e venivano a sostituirle l’accettazione.
La vasta maestà del creato doveva avere un significato, un significato che io dovevo darle. Sì.
Più piccolo del più piccolo avevo un significato anch'io. Giunti a Dio non vi è il nulla: io esisto ancora.»
(Scott Carey)

## Produzione
Il monologo finale fu aggiunto alla sceneggiatura dal regista. Orson Welles, che stava girando L'infernale Quinlan negli studi accanto, prestò la voce per il trailer del film.
Alcuni dei giganteschi oggetti della attrezzatura di scena (le forbici, la trappola per topi) rimasero a lungo esposti nel museo della casa di produzione Universal.

### Riprese
Il film è stato girato negli USA, in California negli Universal Studios - 100 Universal City Plaza, Universal City.

## Distribuzione

### Data di uscita
- USA: 22 febbraio 1957 (New York)
- USA:	Aprile 1957
- Francia: 17 maggio 1957
- Germania Ovest: 31 maggio 1957
- Finlandia:	16 agosto 1957
- Svezia: 30 settembre 1957
- Danimarca: 24 marzo 1958
- Italia: settembre 1960
- USA:	1964 (ri-uscita)
- Spagna: 17 febbraio 1972 (TV première)
- Spagna: 9 gennaio 1989 (Madrid)
- Spagna: 24 maggio 1989 (Barcellona)

## Accoglienza

### Incassi
Il film, a fronte di un budget di 750.000 dollari, negli Stati Uniti ha incassato 1.430.000 di dollari.

## Promozione
(UK Theatrical)
(Tagline del film)

## Critica
(Fantafilm)

## Riconoscimenti
- 1958 - Premio Hugo
  - Miglior rappresentazione drammatica a Jack Arnold e Richard Matheson
- 2009 - National Film Preservation Board
  - National Film Registry